# 三义泉镇
三义泉镇，是中华人民共和国内蒙古自治区乌兰察布市丰镇市下辖的一个乡镇级行政单位。

## 行政区划
三义泉镇下辖以下地区：
天德永村、三义泉村、海流素汰村、四道嘴村、三岔河村、卓素图村、麻迷图村、饮马泉村、庙卜村、甲拉村、大泉村和十里库联村。